# Mannen (fjäll)

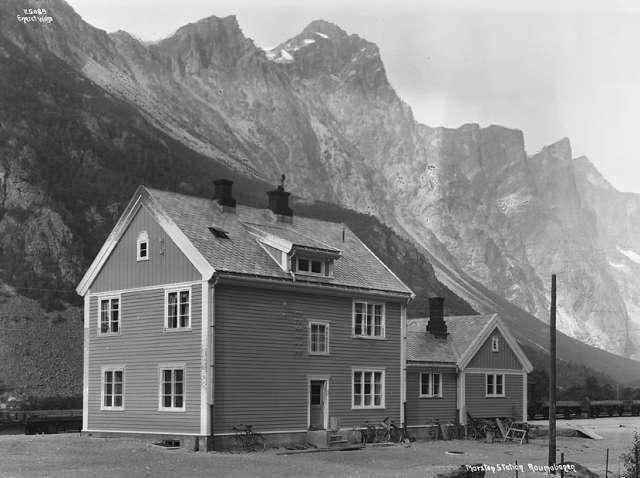
Marsteins järnvägsstation, med Mannen som den vänstra toppen i bakgrunden.

Mannen är ett fjäll 1294 meter över havet vid Horgheim i Romsdalen i Norge, vid älven Rauma.

## Rasrisk
Fjället var instabilt, och ansågs kunna kollapsa i ett större ras inom en snar framtid. Ett ras kan sätta 100 miljoner m³ bergsmassa i rörelse. Fjället har sedan 2009 stått under ständig övervakning.
Även ett mindre delskred på  2-3 miljoner m³ kan komma att träffa bebyggelse, järnväg och europavägen E136. Älven Rauma kan bli uppdämd av rasmassor, med risk för översvämningar som följd. Tågtrafiken stoppades av och till under regnperioder då stora rörelser registrerades i fjället.

## Det stora raset
Den 5 september 2019 på kvällen skedde ett mycket stort ras från Mannen. Nästan hela den mest rasfarliga delen, kallad Veslemannen ("lilla mannen"), rasade (50 000 kubikmeter) och det anses att det är mer stabilt framöver. Järnvägen skadades inte och trafiken återstartade den 7 september efter att varit stoppad i ett par veckor.